# Carnevale (programma televisivo)
Carnevale è stato un programma televisivo italiano condotto da Edwige Fenech, Gianfranco Jannuzzo e Stefano Nosei, andato in onda su Rai 1 per una sola edizione nel 1988, dal 9 gennaio al 20 febbraio per otto puntate.

## Il programma
Il programma raccolse il testimone del clamoroso successo del Fantastico di Adriano Celentano, sfidando il competitor di Canale 5 Raffaella Carrà Show, condotto da Raffaella Carrà.
Scritto da Antonio Amurri, Furio Angiolella e Dino Verde, il programma era legato alla Lotteria di Viareggio e vedeva la partecipazione, oltre alla Fenech, di numerosi attori comici tra cui Gianfranco Jannuzzo, Stefano Nosei che la affiancavano nella conduzione, mentre tra i tanti ospiti si segnalano Carlo Verdone, Alberto Sordi, Paolo Villaggio, Enrico Montesano, Paola Onofri e Claudio Lippi.